# Gams
Gams je obec ve švýcarském kantonu St. Gallen. Nachází se na jihovýchodě kantonu, nedaleko hranic s Lichtenštejnskem. Žije zde přibližně 3 500 obyvatel.

## Geografie
Gams se nachází v údolí Alpského Rýna na hlavní silnici č. 16 před průsmykem do Wildhausu, na úpatí Alpsteinu, v nadmořské výšce 478 metrů. Gams leží na okraji údolní nivy Rýna, která se zde rozkládá v největší šíři. Kromě vesnice Gams patří k obci také Gamserberg s rozptýleným osídlením a také Gasenzen. Území obce se rozkládá od Brennersfeldu ve výšce 440 metrů nad mořem až po vrchol Mutschen ve výšce 2121 metrů. Má rozlohu 22,26 km² a dělí se na pole a louky v rovině údolí Rýna, lesy a louky na svazích nad obcí a vysokohorské pásmo s různými alpami a horskými vrcholy.

## Historie

Gams (1964)

První stopy osídlení byly nalezeny v oblasti Martinsackeru. Pravěké sekery zde byly pravděpodobně uloženy jako skladiště zbraní z doby bronzové a pocházejí pravděpodobně z doby kolem roku 2000 př. n. l. Název obce, tehdy Campesias, je poprvé zmiňován v darovací listině z roku 835 n. l. Touto listinou Berengar a jeho manželka Imma odkázali svůj majetek klášteru v St. Gallenu. Gams kontroloval východní přístup do Toggenburgu a také mulařskou stezku přes Saxerlücke do Appenzellu a St. Gallenu. Ležel na důležitém levém břehu rýnské dopravní cesty Chur – Sargans – Bodamské jezero a byl etapovým bodem na poutních cestách do Einsiedelnu a Rankweilu. Gams byl až do pozdního středověku rétorománský.
V 10. století jsou zde zmiňovány statky kláštera Einsiedeln, v roce 1210 baronů ze Saska a premonstrátského kláštera Churwalden. Ve 13. století se Gams dostal do držení baronů von Sax a po rozdělení dědictví v roce 1360 vytvořil vlastní panství. V roce 1393 byl prodán rakouským vévodům, kteří jej v roce 1413 propůjčili Kašparu von Bonstetten, jenž byl s rodem von Sax spřízněn sňatkem. Během tzv. Staré curyšské války se v roce 1446 odehrála u Gamsu krvavá bitva, v níž byli Appenzellští a Toggenburkové odraženi rakouskými vojsky. Appenzellští poté zničili hrad Hohensax a předhradí Frischenberg, ale poté je v letech 1461 až 1463 na naléhání konfederátů vrátili Bonstettenům. V roce 1496 Bonstettenové prodali panství Gams pánům z Werdenbergu a v roce 1497 byl Gams na naléhání Gamserů prodán Schwyzu a Glarusu, kteří nový úřad Gams podřídili svému hofmistrovství Gaster, přičemž si ponechali zvláštní práva. Gams byl vypálen během švábské války v roce 1499. V roce 1802 Gams nakrátko vytvořil samostatný svobodný stát, tzv. gamsskou republiku. V roce 1803 byl Gams přiřazen k okresu Sargans v novém kantonu St. Gallen a v roce 1831 k okresu Werdenberg.

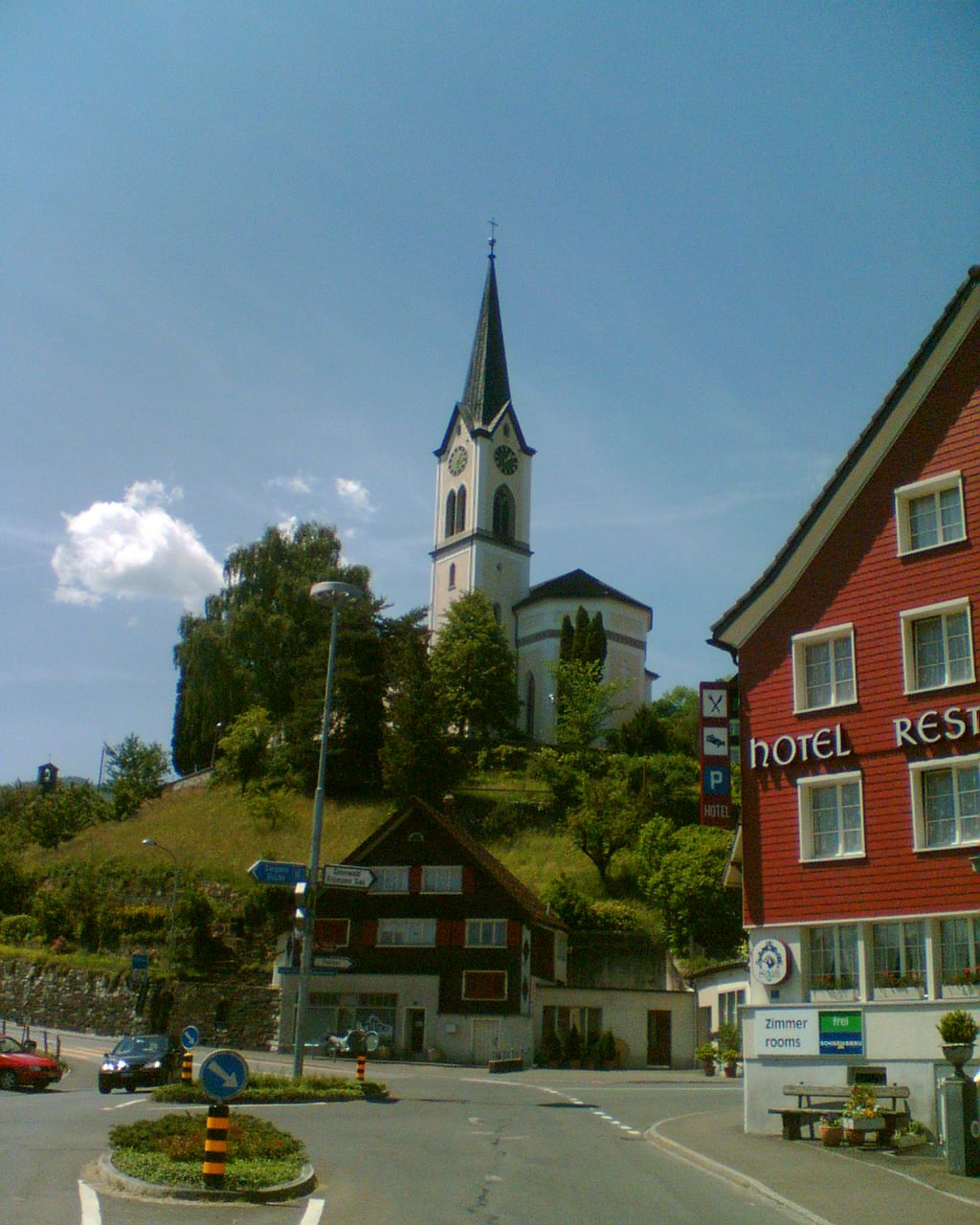
Katolický kostel v obci

V roce 835 je v Gamsu doložen kostel, v roce 979 je poprvé zmiňován farní kostel svatého Šebestiána, který byl později zasvěcen svatému Michaelovi. K vysvěcení nově postaveného kostela svatého Michala došlo v roce 1868. Farnost původně sahala přes Simmitobel až do nejvyšší oblasti Toggenburgu; do roku 1484 patřili obyvatelé Wildhausu také do farnosti Gams, která zase podléhala diecézi Chur až do roku 1823, kdy se stala součástí diecéze St. Gallen. Pod nadvládou Schwyzu a Glarusu zůstal Gams katolickou enklávou. Ještě v roce 2000 měl Gams s 63% podílem katolickou většinu v tehdy převážně reformovaném okrese.
Na konci 19. století změnilo vyšívání jako řemeslo, provozované v jednotlivých domácnostech, obecní ekonomiku, v níž dříve převládal chov dobytka a koní, vysokohorská turistika a zemědělství. Mírný vzestup přinesla silnice do Wildhausu postavená v letech 1829–1833 a železniční stanice Haag-Gams na trati Rorschach–Chur. Úpadek vyšívání ve 20. letech 20. století a tzv. bankovní krach v letech 1936/37 obec těžce zasáhly a přinesly návrat k zemědělství. Reorganizace zemědělství od roku 1900 a celková meliorace v letech 1957–1978 přinesly nárůst luk a orné půdy a umožnily racionální hospodaření. Gams má silný zemědělský charakter s chovem skotu, mlékařstvím a pěstováním dezertního ovoce. Sýrárna je jedním z nejvýznamnějších výrobců ementálu ve Švýcarsku; ročně vyrobí asi 300 tun sýra. Velký význam má stále lesnictví a vysokohorské zemědělství. Industrializace probíhá pomalu. Kromě místních podniků zde v roce 1953 začala vyrábět lamely a spojky společnost August Häussermann GmbH (od roku 1996 Ortlinghaus AG) a v roce 1971 otevřela společnost Contraves AG (od roku 1991 Multi-Board Electronic AG) svou pobočku v Gamsu pro výrobu desek s plošnými spoji.

## Obyvatelstvo
| Rok            | 1800 | 1850 | 1900 | 1950 | 1970 | 2000 | 2010 | 2019 |
| Počet obyvatel | 1043 | 1783 | 2156 | 2025 | 2219 | 2867 | 3104 | 3550 |

## Doprava

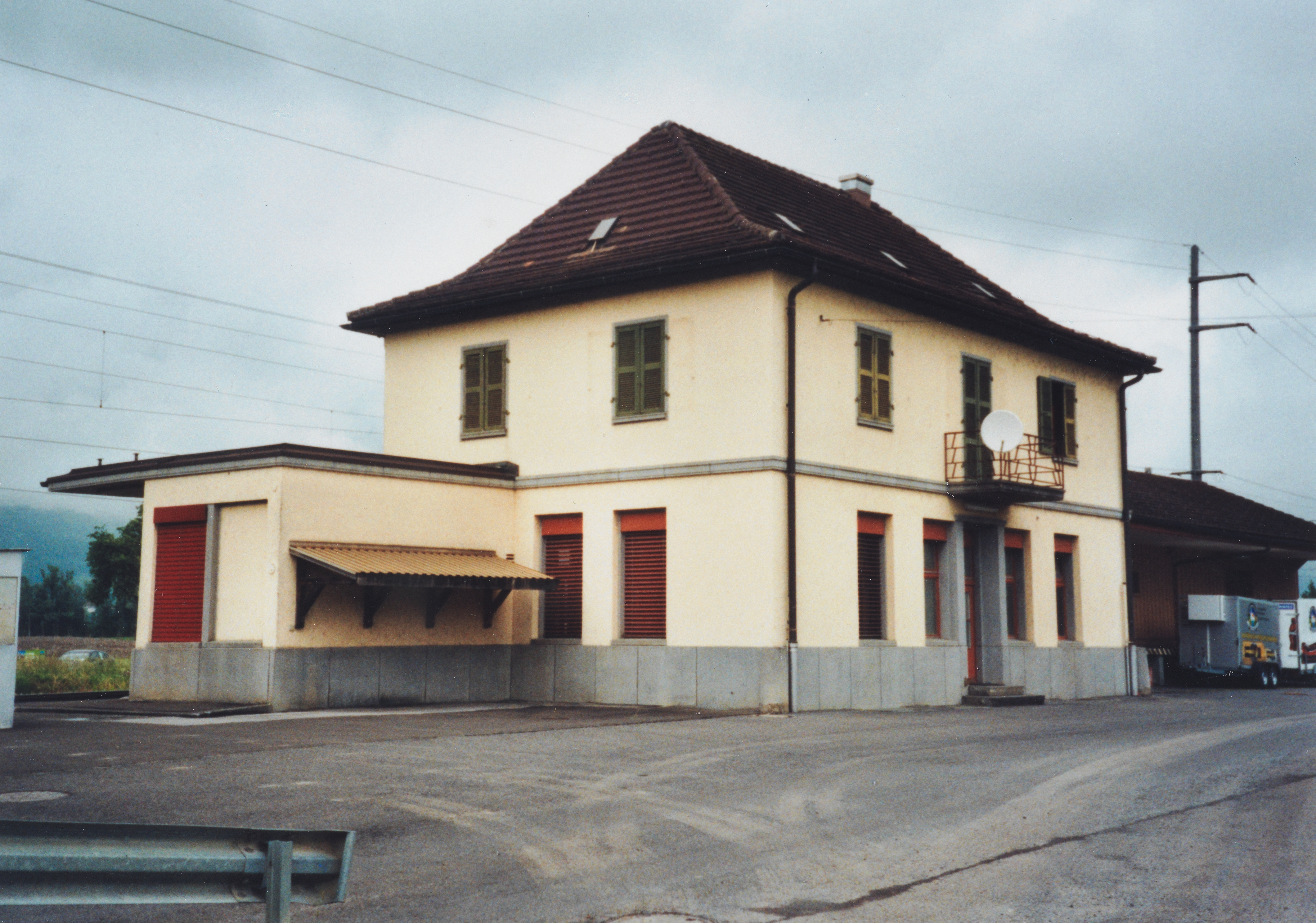
Bývalá železniční stanice Haag-Gams

Železniční stanice Haag-Gams leží na železniční trati St. Gallen – Sargans. Vzhledem k její poloze zcela mimo obec a nízký zájem ze strany cestujících však byla kolem roku 2000 zrušena. Dopravní obslužnost obce zajišťují autobusy.
Podél obce vede dálnice A13, po které se lze dostat do Churu, Curychu a St. Gallenu.